# Centruroides gracilis
Centruroides gracilis (лат.) — вид скорпионов из семейства Buthidae. Данный вид родом с юга Северной Америки (Мексика), Центральной Америки (Гватемала, Гондурас, Никарагуа), Антильских островов и Южной Америки (Эквадор, Венесуэла); интродуцирован в США, на Кубу, Мартинику, в Панаму и Венесуэлу, а также в Африку (Камерун, Габон) и Европу (Канарские острова). В тропических лесах живут под корой и камнями; в местах, куда данный вид был интродуцирован, скорпионы встречаются под камнями, в домах, развалинах, поленницах и мешках, также могут заползать в человеческие жилища. Питаются тараканами (например, Nauphoeta cinerea, Periplaneta americana).
Эти скорпионы способны нанести очень болезненный укус, но он не рассматривается столь же сильнодействующим, как у других родственных видов.